# Valentin de Salha
 (mars 2012).
Si vous disposez d'ouvrages ou d'articles de référence ou si vous connaissez des sites web de qualité traitant du thème abordé ici, merci de compléter l'article en donnant les références utiles à sa vérifiabilité et en les liant à la section « Notes et références ».
Valentin de Salha est un chevalier, capitaine de vaisseau et général de division français, né le 13 janvier 1758 à Bardos et mort le 14 avril 1841 à Saint-Palais.

## Biographie

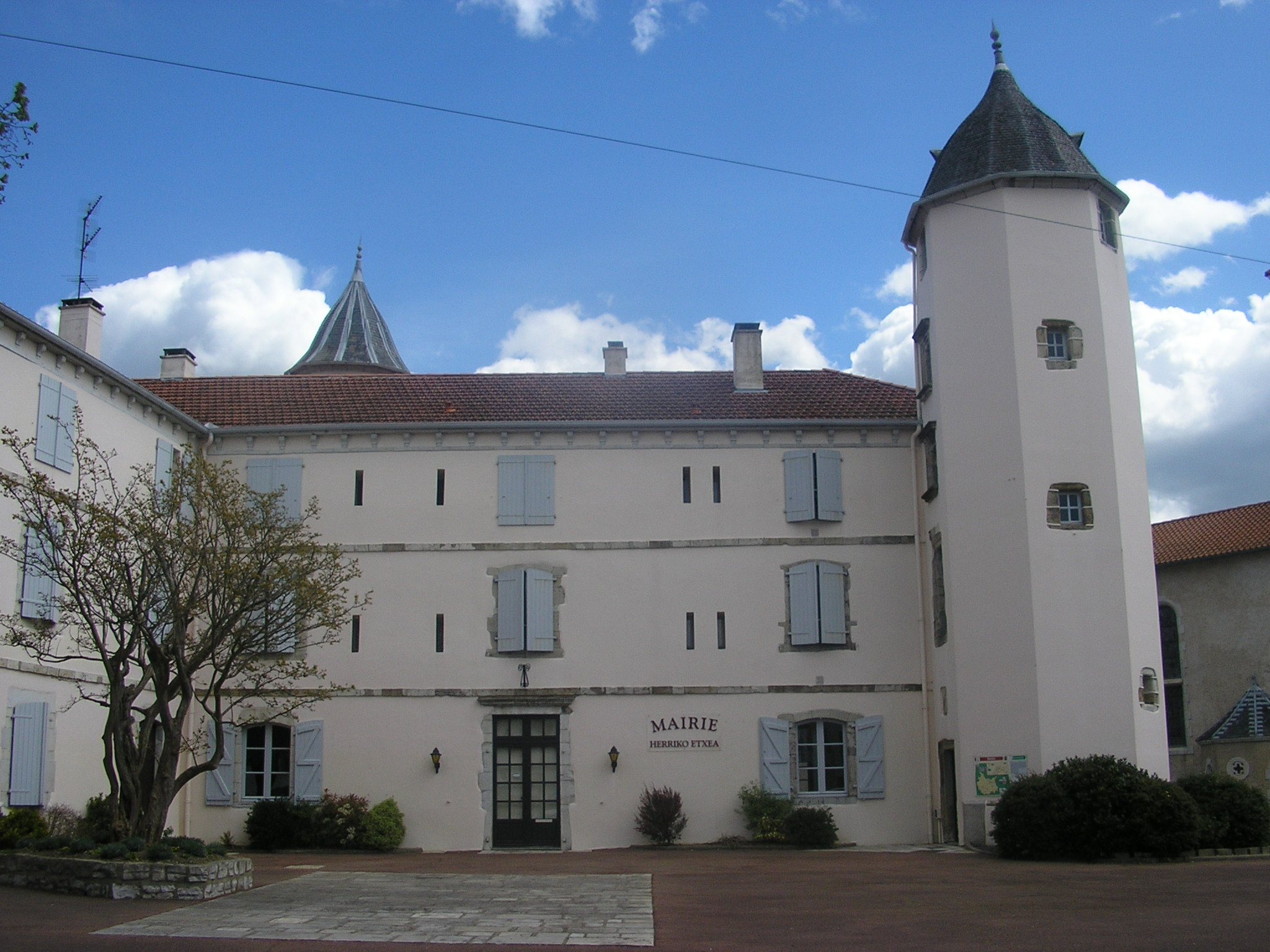
Le château de Salha à Bardos.

Valentin de Salha (dit Valentin, chevalier de Salha) était fils de Salvat, marquis de Salha, baron de Saint-Pée en Cize et d'Arnéguy (et aussi lieutenant pour le roi de la province de Guyenne, chevalier de Saint-Louis et lieutenant-colonel des bandes gramontoises) et de Marie-Louise de Charrite. Il naquit le 13 janvier 1758, à Saint-Palais d'après certaines archives, à Bardos selon d'autres. Le lieu de Bardos apparaît plus exact, car né le 13, il y fut baptisé le 15 janvier 1758 avec pour parrain Valentin de Charrite, prieur de la maison et société de Sorbonne, chanoine et vicaire  général de Lescar et pour marraine dame Catherine de Salha, religieuse de Sainte-Claire de Dax.
Il contracta mariage le 28 janvier 1785 en la paroisse de Bonloc devant Me Damestoy, notaire, avec Anne-Lucine d'Urdos, fille de noble Pierre, sieur d’Urdos, d’Etcheverry et de Sorhouette en Baïgorry, et de Jeanne de Sorhainde. Après le mariage, leur résidence ordinaire était dans leur château d’Urdos, notamment en 1786 et en 1787. Cette jeune épouse testa le 2 décembre 1792, alors qu'elle résidait à Bayonne, maison de Camiade, rue Majour, maison faisant aussi face à la rue de la Vieille-Boucherie. Elle avait deux jeunes fils : l'aîné Pierre Louis de Salha, son héritier général et universel auquel elle légua 12 000 livres « par forme de prélegs », et Jean-Baptiste Prosper de Salha auquel elle légua 40 000 livres, ce dernier baptisé à Bayonne le 9 avril 1789[réf. nécessaire].

## Carrière maritime
Sa qualité de noble lui permit d'entrer en avril 1775 en qualité d'aspirant à la suite de la compagnie des gardes de la Marine. Après examen, il fut le 1er juillet 1775 garde de la Marine. En cette qualité, il fut embarqué du 1er décembre 1775 au 1er septembre 1776 sur la flûte Le Courtier commandé par La Touche, puis du 1er septembre 1776 à 1777 sur le vaisseau Le Fondant sous le commandement de M. de Vaudreuil pour une croisière sur les côtes d'Europe. Pendant cette croisière, il fut nommé enseigne de vaisseau le 1er avril 1777. Avec ce grade, il fit du 1er mars à septembre 1778 une campagne de guerre sur Le Duc de Bourgogne commandé par de Rochechouart : le 6 février 1778 la France avait reconnu les États-Unis d'Amérique et en juin 1778 débutèrent les hostilités avec l'Angleterre. Ce vaisseau fit sa croisière dans la Manche. Puis de novembre 1778 à février 1781 il participa à cette guerre d'indépendance de l'Amérique sur le vaisseau Le Diadème qui fit voile vers la Nouvelle-Angleterre sous le commandement de Dampierre. De retour en France, il fit de mai à octobre 1781 une nouvelle campagne de guerre dans la Manche sur Le Guerrier commandé par La Laurencie. Il fut nommé lieutenant de vaisseau le 14 avril 1782 pendant son embarquement de novembre 1781 à juin 1782 sur La Friponne pour la guerre en Amérique avec pour capitaine Blachon.
Avec ce grade de lieutenant de vaisseau, il commanda de juillet 1782 à janvier 1783 la corvette Le Speedy pour une croisière dans les Antilles, puis du 1er avril 1783 à septembre 1784 la frégate L'Étoile, croisant sur les côtes d'Europe. La cessation des hostilités sur mer était intervenue le 4 février 1783 et le traité de Versailles en septembre 1783. En outre, avec le même grade, il fut embarqué : de septembre 1785 à juillet 1786 sur la frégate L'Utile commandée par Desson pour les côtes d'Europe et l'île de La Trinité (Antilles), de mars à octobre 1787 sur La Guyane - capitaine : Castillon - pour aussi les côtes d'Europe et de septembre 1788 à janvier 1790 sur L'Ariel pour un voyage à Saint-Domingue et la Jamaïque. Au départ, il y était en qualité de lieutenant en second puis il en eut le commandement. Au retour de ce voyage, il fut chevalier de Saint-Louis. Après 15 ans de service, il totalisait 22 mois de navigation. Il quitta alors l'armée navale, peut-être en raison des événements de la période révolutionnaire qui vit beaucoup d'officiers de la marine royale qui avaient la qualité de Noble partir dans un pays étranger. Il résida alors à Bayonne où il possédait trois maisons (ayant en outre à Anglet d'autres biens immobiliers).
Comme cela a été précisé ci-dessus, son épouse décéda à Bayonne ayant testé le 2 décembre 1792. Le 3 germinal an III (23 mars 1795) il résidait à Pau et à cette date, il établit, en qualité de tuteur de ses enfants, une procuration en faveur du citoyen Sallenave, pour en son nom et en sa qualité, vendre une maison dépendant de la succession de la citoyenne d'Urdos son épouse, maison située quai de la Galuperie. Cette vente fut réalisée six jours plus tard pour le prix de 42 000 livres.

## Reprise du service
Il le reprit le 2 novembre 1805 avec son ancien grade de lieutenant de vaisseau, la qualité de capitaine de frégate lui étant attribuée le 23 septembre 1806. Il fut nommé le 10 mars 1807 aide de camp du prince Jérôme Bonaparte. En Westphalie en 1807, il fut nommé colonel d'infanterie le 11 décembre, il devint général de brigade, puis général de division, membre du Conseil d'État - section de la guerre en septembre 1809 et en 1810 ministre de la guerre de Westphalie. L'empereur Napoléon Ier l'établit comte de ce pays sous le titre de comte de Hohne par brevet du 23 avril 1812. Les grades acquis sous l'Empire n'ayant pas été reconnus par la Restauration, Valentin de Salha redevint capitaine de vaisseau le 31 décembre 1814 et prit sa retraite en 1815. chevalier de la Légion d'honneur le 10 février 1807, il fut fait officier de ce même ordre le 29 juin 1819.
Son fils, Pierre-Louis de Salha sortit de l'école militaire de Fontainebleau avec le grade de sous-lieutenant. Il participa au siège de Gaëte dans le 6e de ligne, puis il passa au 16e régiment d'infanterie légère avec pour colonel Harispe (le futur maréchal). Il fit à la fin de 1806 la campagne de Prusse, assista à la bataille d'Iéna le 14 octobre 1806 et il fut tué le 8 février 1807 au bourd d'Eylau.
Son autre fils, Jean-Baptiste, marquis de Salha, entra dans la marine, et en mai 1813, il résidait comme son père à Cassel et était cité comme comte de Hohne et chef d'escadre, lieutenant des gardes des corps de S.M. le roi de Westphalie. Il quitta la marine pour le service de terre, dont il se retira avec le grade lieutenant-colonel d'état-major. Il fut nommé chevalier de la Légion d'honneur. Il s'unit par le mariage à Marie-Antoinette-Léopoldine de Salha, fille de Joseph-Louis-Marie, marquis de Salha et d'Élisabeth de Launay.
Leur père, Valentin de Salha, mourut à Saint-Palais en 1841, le 14 avril.